# Успенка (Благовіщенський район)
Успе́нка (рос. Успенка, башк. Успенка) — присілок у складі Благовіщенського району Башкортостану, Росія. Входить до складу Ізяківської сільської ради.
Населення — 139 осіб (2010; 131 в 2002).
Національний склад:
- марійці — 40 %
- росіяни — 31 %